# Suzuki Xbee
Suzuki Xbee (яп. スズキ・クロスビー, хепбёрн Suzuki Kurosubī) (произносится «Crossbee») — городской кроссовер, выпускающийся с декабря 2017 года японской компанией Suzuki.

## Описание
Xbee дебютировал в 2017 году на Токийском автосалоне. Несмотря на то, что по стилю Suzuki Xbee похож на кей-кар Suzuki Hustler, автомобили не имеют одинаковых механических частей. Вместо этого Xbee выпускается на платформе HEARTECT, на которой также выпускались второе поколение Ignis и третье поколение Solio.
Xbee оснащается 1,0-литровым рядным трёхцилиндровым двигателем K10C с турбонаддувом мощностью 73 кВт (98 л. с.) и синхронным электродвигателем WA05A мощностью 2,3 кВт (3,1 л. с.). Коробка передач — шестиступенчатая автоматическая, управляется подрулевыми лепестками. Полноприводная модель также оснащена системой контроля спуска с холма, которая ограничивает скорость до 7 км/ч при включении.

13 июля 2022 года Suzuki Xbee прошёл рестайлинг. Модель имеет переработанные легкосплавные диски и радиаторную решётку с центральной двойной хромированной планкой, в то время как цвета были изменены, а уровень оснащения несколько изменился. С конца декабря 2023 года, в связи с новыми законодательными требованиями, автомобили оснащаются камерами заднего вида.
- Оригинальный Xbee Hybrid MZ (MN71S)
- Интерьер
- Рестайлинговый Xbee Hybrid MZ (MN71S)

## Технические характеристики
| ДВС/Электродвигатель      | Объём ДВС/Тип электродвигателя | Мощность                                                                | Крутящий момент                                      | Трансмиссия  |
| ------------------------- | ------------------------------ | ----------------------------------------------------------------------- | ---------------------------------------------------- | ------------ |
| K10C turbo I3 + WA05A ISG | 1,0 л (998 см3) + 12 В, MHEV   | 73 кВт (98 л. с.) при 5500 об/мин + 2,3 кВт (3,1 л. с.) при 1000 об/мин | 150 Н·м при 1700—4000 об/мин + 60 Н·м при 100 об/мин | 6-скор. АКПП |